# پالتمیو باربتی
پالتمیو باربتی (انگلیسی: Paltemio Barbetti؛ زادهٔ ۲۵ اکتبر ۱۹۸۹) بازیکن فوتبال اهل ایتالیا است.